# Железная пустынь
Желе́зная пу́стынь — железоделательный оружейный завод, действовавший в XVI—XVIII веках в Корельском уезде.

## Общие сведения
Завод был основан в середине XVI века по указанию игумена Соловецкого монастыря — Филиппа.
Располагался на берегу реки Пяла, в 4-х км от её впадения в реку Колежма, на месте старых кузниц.
На заводе выпускались пушки, ружья и бытовой инвентарь. Монастырские вотчинные крестьяне из села Колежмы добывали и поставляли на завод обожжённые местные болотные и озёрные руды. Деятельностью завода руководил назначаемый монах-«старец».
Изготавливаемые крепостные пушки-пищали и ружья шли на оснащение крепостей Соловецкого монастыря и Сумского острога.
Также продукция завода поставлялась на оснащение крепостей Кирилло-Белозерского монастыря.
Ружья-самопалы заводских ружейников пользовались большим спросом у охотников-поморов для промысла таёжного и морского зверя.
Предприятие действовало более 150 лет и было закрыто в начале XVIII века в связи с началом строительства государственных Шуйского оружейного и Кончезерского чугуноплавильного заводов.